# Édipo Rei (filme)
Édipo Rei é um filme italiano de Pier Paolo Pasolini, estreou em 1967. Pasolini inspirou-se para escrever o roteiro na peça teatral grega homônima, de Sófocles.

## Sinopse
Baseado na tragédia clássica de Sófocles, Édipo (Franco Citti), herdeiro do trono de Tebas, foi abandonado ao nascer em um deserto, por conta de uma previsão do Oráculo anunciando que o menino seria responsável pela morte de seu pai e se deitaria com sua mãe. Édipo é encontrado por um casal de camponeses que o criam. Porém, durante sua juventude ele se encontra com o mesmo Oráculo que o conta seu destino infeliz. Sendo assim, ele foge de seus pais camponeses, acreditando serem seus verdadeiros pais, em direção à Tebas. No caminho, ele se depara com uma carruagem e decide assaltá-la, matando as pessoas que estavam dentro dela. Assim, inicia-se a história de Édipo.

## Elenco
- Silvana Mangano - Giocasta
- Franco Citti - Édipo
- Alida Valli - Merope
- Carmelo Bene - Creonte
- Julian Beck - Tiresia
- Luciano Bartoli - Laio
- Francesco Leonetti - servo de Laio
- Ahmed Belhachmi - Pólibo
- Giovanni Ivan Scratuglia - Sacerdote
- Giandomenico Davoli - pastor de Pólibo
- Ninetto Davoli - Angelo
- Isabel Ruth